# Hrvatski nogometni kup 1992
Der Hrvatski nogometni kup 1992 war der erste Wettbewerb um den kroatischen Fußballpokal nach der Loslösung des kroatischen Fußballverbandes aus dem jugoslawischen Fußballverband.
Inker Zaprešić setzte sich in zwei Finalspielen gegen HAŠK Građanski Zagreb durch. Es war Inkers erster Pokalsieg in der Vereinsgeschichte.

## Modus
In jeder Runde einschließlich des Finales wurden jeweils Hin- und Rückspiele ausgetragen. Bei gleicher Anzahl an Toren aus beiden Spielen kam die Mannschaft weiter, die auswärts mehr Tore erzielt hatte. Herrschte auch hier Gleichstand, wurde ein Elfmeterschießen zur Ermittlung des Siegers ausgetragen.

## Qualifikation
Startberechtigt waren die kroatischen Vereine, die sich für den jugoslawischen Pokalwettbewerb 1991/92 qualifiziert hatten.

## Ergebnisse

### Viertelfinale
Die Hinspiele des Viertelfinals fanden am 24. März 1992 statt, die Rückspiele am 21. April. Die Mannschaft NK Croatia Đakovo bekam ein Freilos.
|                       | Gesamt    |              | Hinspiel | Rückspiel |
| --------------------- | --------- | ------------ | -------- | --------- |
| NK Rijeka             | (a)1:1(a) | Hajduk Split | 0:0      | 1:1       |
| HAŠK Građanski Zagreb | 7:0       | NK Rovinj    | 6:0      | 1:0       |
| Inker Zaprešić        | 3:1       | NK Osijek    | 2:0      | 1:1       |

### Halbfinale
Die Hinspiele des Halbfinals fanden am 28. April 1992 statt, die Rückspiele am 19. Mai.
|                | Gesamt          |                       | Hinspiel | Rückspiel |
| -------------- | --------------- | --------------------- | -------- | --------- |
| NK Rijeka      | 3:3 (1:3 i. E.) | HAŠK Građanski Zagreb | 2:1      | 1:2       |
| Inker Zaprešić | 7:1             | NK Croatia Đakovo     | 5:0      | 2:1       |

### Finale

#### Hinspiel
| Inker Zaprešić                                   | Inker Zaprešić | HAŠK Građanski Zagreb | HAŠK Građanski Zagreb |
| ------------------------------------------------ | --- | --- | --------------------- |
| Inker Zaprešić                                   | \| 16. Juni 1992 in Zaprešić (Stadion ŠRC Zaprešić) \| \| Ergebnis: 1:1 (0:0) \| \| Zuschauer: 12.000 \| \| Schiedsrichter: Atif Lipovac \| \| Spielbericht \|                                                                                   | \| 16. Juni 1992 in Zaprešić (Stadion ŠRC Zaprešić) \| \| Ergebnis: 1:1 (0:0) \| \| Zuschauer: 12.000 \| \| Schiedsrichter: Atif Lipovac \| \| Spielbericht \|                                                                           | HAŠK Građanski Zagreb |
| Inker Zaprešić                                   | Krešimir Bronić – Ivica Antolić, Zoran Živković, Damir Kasumović, Zvonimir Soldo – Miroslav Šorgić, Stipe Brnas, Zlatko Lučan, Ivan Cvjetković (75. Vjekoslav Knez) – Igor Čalo, Nikica Miletić (64. Franjo Kučko) Cheftrainer: Ilija Lončarević | Dražen Ladić – Goran Geršak (78. Miljenko Kovačić), Josip Gašpar (67. Andrej Panadić), Zoran Mamić, Saša Peršon – Slavko Ištvanić, Gregor Židan, Željko Adžić, Goran Vlaović – Ivica Duspara, Alen Peternac Cheftrainer: Vlatko Marković | HAŠK Građanski Zagreb |
| Inker Zaprešić                                   | 1:0 Zoran Živković (78.) | 1:1 Željko Adžić (89.) | HAŠK Građanski Zagreb |
| Inker Zaprešić                                   | Antolić | Ladić (1.), Židan (49.) | HAŠK Građanski Zagreb |
| 16. Juni 1992 in Zaprešić (Stadion ŠRC Zaprešić) | | |                       |
| Ergebnis: 1:1 (0:0)                              | | |                       |
| Zuschauer: 12.000                                | | |                       |
| Schiedsrichter: Atif Lipovac                     | | |                       |
| Spielbericht                                     | | |                       |

#### Rückspiel
| HAŠK Građanski Zagreb                      | HAŠK Građanski Zagreb | Inker Zaprešić | Inker Zaprešić |
| ------------------------------------------ | --- | --- | -------------- |
| HAŠK Građanski Zagreb                      | \| 23. Juni 1992 in Zagreb (Stadion Maksimir) \| \| Ergebnis: 0:1 (0:1) \| \| Zuschauer: 30.000 \| \| Schiedsrichter: Ivan Vranaričić \| \| Spielbericht \|                                                                            | \| 23. Juni 1992 in Zagreb (Stadion Maksimir) \| \| Ergebnis: 0:1 (0:1) \| \| Zuschauer: 30.000 \| \| Schiedsrichter: Ivan Vranaričić \| \| Spielbericht \|                                                                      | Inker Zaprešić |
| HAŠK Građanski Zagreb                      | Dražen Ladić – Goran Geršak, Josip Gašpar, Zoran Mamić, Saša Peršon – Slavko Ištvanić, Gregor Židan (57. Miljenko Kovačić), Željko Adžić, Goran Vlaović – Ivica Duspara, Alen Peternac (78. Željko Šoić) Cheftrainer: Ilija Lončarević | Krešimir Bronić – Ivica Antolić (80. Franjo Kučko), Zoran Živković, Damir Kasumović, Zvonimir Soldo – Miroslav Šorgić, Krunoslav Jurčić, Branimir Perković, Stipe Brnas – Igor Čalo, Nikica Miletić Cheftrainer: Vlatko Marković | Inker Zaprešić |
| HAŠK Građanski Zagreb                      | 0:1 Damir Kasumović (19.) | | Inker Zaprešić |
| HAŠK Građanski Zagreb                      | Peršon (30.), Gašpar (35) | Miletić (21.), Šorgić (67.), Kasumović (85.), Čalo (85.) | Inker Zaprešić |
| 23. Juni 1992 in Zagreb (Stadion Maksimir) | | |                |
| Ergebnis: 0:1 (0:1)                        | | |                |
| Zuschauer: 30.000                          | | |                |
| Schiedsrichter: Ivan Vranaričić            | | |                |
| Spielbericht                               | | |                |

## Torschützenliste
| Pl. | Name            | Mannschaft            | Tore |
| --- | --------------- | --------------------- | ---- |
| 01. | Željko Adžić    | HAŠK Građanski Zagreb | 4    |
| 02. | Igor Čalo       | Inker Zaprešić        | 3    |
| 02. | Ivan Cvjetković | Inker Zaprešić        | 3    |
| 04. | Alen Peternac   | HAŠK Građanski Zagreb | 2    |
| 04. | Goran Vlaović   | HAŠK Građanski Zagreb | 2    |
| 04. | Kazimir Vulić   | HNK Rijeka            | 2    |
| 04. | Zoran Živković  | Inker Zaprešić        | 2    |